# Atyha
Atyha (románul Atia) falu Romániában Hargita megyében. A Sóvidék legmagasabban fekvő települése, ősi falu.

## Fekvése
A tipikus "nyeregben ülő" falu Székelyudvarhelytől 36 km-re, Korondtól 10 km-re északnyugatra az Atyhai-nyereg (675 m) északi részén, a Korond- és a Küsmöd-patakok vízválasztóján fekszik.
A falu a tőle emelkedő Fiasmál (Fias tető, 823 m) oldalában, 700–750 m magasan települt. A Fias tető a firtosi kilátással vetekedik: tiszta időben a Marosterétől a vulkáni hegyvonulatig láthatunk.
A falutól északnyugatra, Réda (752 m) éles tufapadokkal jelzett  gerince ereszkedik alá a Korond vizéig. Délen a Kadácsmező (652 m) és a Kerekmező (743 m) emelkedik, majd az erdőborította Firtos (1063 m) zárja le a látóhatárt. Nyugaton az Avar pataka mentén Etédre ereszkedhetünk be.

## Nevének eredete
Neve puszta személynévből ered, melynek alapja a magyar atya főnév.
Orbán Balázs "A Székelyföld leírása" c. művében (XXVIII. fejezet, Atyha) is említi a helyiek által a mai napig is használt, a környező falvak nevét is származtató eredetmondát: "Tudjuk a regét, mely e vidék faluinak névszármaztatásához van kötve.* Ugyan is egy fiait osztóztató atya a Firtósból leindulva monda fiainak: itt „Énlakom, ez lett Énlaka, tovább haladva mondá nagyobb fiának ”e tied” e lett Etéd, ismét odább haladva mondá második fiának: itt neked e „kis mod” e lett Küsmöd. Itt letelepedvén harmadik fia nyugtalankodva kérdé hogy ő hol telepedik „neked is” szolok ma a helyre mutatva hol Szolokma épült, haza mentében pedig kérdi legkisebb fiát hogy hát nem békétlenkedik e? Adjha akarsz atyám, mond ez, s ővé lett a gyönyőrűen fekvő Atyha."

## Története
1567-ben Attija néven említik. Orbán Balázs szerint a falu régi temploma a Szentegyházas erdőben (719 m) volt, s innen származott az 1437-es évszámú harang, mely az 1867-es tűzvész áldozata lett.
A régi templom romjait 1818-ban fedezték fel, midőn a több évszázados bükköst levágták és "pityókával" ültették be. Atyha népe a reformációval unitárius hitre tért és Korondhoz tartozott, majd önállóságot szerzett és saját templomot épített. Az atyhaiak visszatérése a katolikus egyházhoz Péter István gyergyószentmiklósi esperes érdeme (1725). A Kupásné-hegy alatti kőtemplom 1652-ben épült, nem messze a maitól; idővel kicsinek bizonyult, s 1795-ig állott fenn.
A mai, kőfallal kerített, keletelt templom 1797–1799 között épült 788 m magasságban, Kovács József plébános idején. Magas, nyugati homlokzati tornyában két, 1922-ben, Nagy-szebenben öntött harang és egy csengettyű van. A hajóban orgonakarzat van, félköríves apsisú szentéllyel, ennek északi oldalához csatolt sekrestyével. Fő- és mellékoltára klasszicista stílusú, a nyugati karzat alatt két, 1903. és 1904. évszámú, kőből faragott szenteltvíztartót találunk.1867-ben a templom az oldalfalak kivételével leégett, Betegh Imre plébános építette vissza a mai alakjában. Az 1927 július 2-i tornádó lerombolta a templom tornyát.
2016 szeptember 18-án villámcsapás következtében a templom az oldalfalak kivételével ismét leégett.
1910-ben még 1609 lakosa volt, azóta lakossága vészesen csökkent. A trianoni békeszerződésig Udvarhely vármegye Parajdi járásához tartozott. 1941-ben egy földcsuszamlás 14 házat pusztított el. A gyönyörű fekvésű, nagy múltú falu az utóbbi évtizedekben az elnéptelenedés útjára lépett. Lakói a jobb megélhetés reményében Erdély nagyvárosaiba költöztek. 1992-ben 342 lakosából 340 magyar és 2 román volt.

## Látnivalók
- Középkori temploma a mai Szentegyházas-erdő nevű határrészen volt, romjait 1818-ban fedezték fel.
- Mai római katolikus temploma 1797 és 1799 között épült, 1867-ben leégett, 1927. július 2-án tornyát egy tornádó rombolta le. 2016. szeptember 18-án este a templom leégett, minden berendezésével együtt.[3][4]